# A Hangover You Don't Deserve
A Hangover You Don't Deserve je 7. album skupiny Bowling for Soup, vydané 14. září 2004. Třetí album při spolupráci s Jive Records. Album obsahuje nejúspěšnější a nejpopulárnější hit "1985", na kterém spolupracovali se skupinou SR-71 a jejím frontmanem Mitchem Allanem. Mezi další populární singly patří "Trucker Hat", "Almost", Ohio" a "Ridiculous". Originální verze má 17 nahrávek. Americká verze obsahuje 19 nahrávek, mezi 17. a 18. je asi 5 sekundová pauza "Blank", poslední dvě jsou repríza "Ohio" a remix hitu "Belgium". Britská verze obsahuje navíc píseň "Somebody Get My Mum" a japonské vydání ještě obsahuje píseň "Bipolar".

## Seznam nahrávek
| Pořadí         | Název                     | Autor                            | Délka |
| -------------- | ------------------------- | -------------------------------- | ----- |
| 1.             | Almost                    | Jaret Reddick, Butch Walker      | 3:26  |
| 2.             | Trucker Hat               | Reddick, Walker                  | 3:01  |
| 3.             | 1985                      | Reddick, Mitch Allan, John Allen | 3:13  |
| 4.             | Get Happy                 | Reddick, Zac Maloy               | 2:57  |
| 5.             | Ohio (Come Back To Texas) | Reddick, Maloy, Ted Bruner       | 3:51  |
| 6.             | Ridiculous                | Reddick, Casey Diiorio           | 3:58  |
| 7.             | Shut Up And Smile         | Reddick, Maloy                   | 4:03  |
| 8.             | Last Call Casualty        | Reddick, Walker                  | 3:32  |
| 9.             | Next Ex-Girlfriend        | Reddick, Coplan                  | 3:26  |
| 10.            | A-hole                    | Reddick, Zuniga                  | 3:57  |
| 11.            | My Hometown               | Reddick                          | 3:02  |
| 12.            | Smoothie King             | Reddick, Maloy                   | 4:02  |
| 13.            | Sad Sad Situation         | Reddick, Zuniga, Tony Scalzo     | 2:26  |
| 14.            | Really Might Be Gone      | Reddick                          | 3:43  |
| 15.            | Down For The Count        | Reddick                          | 3:37  |
| 16.            | Two-seater                | Reddick, Maloy                   | 3:55  |
| 17.            | Friends O' Mine           | Reddick, Zuniga, Scalzo          | 2:18  |
| 18.            | Blank                     |                                  | 0:05  |
| 19.            | Ohio(reprise)             | Reddick, Maloy, Bruner           | 7:17  |
| 20.            | Belgium (Boy Band Remix)  | Reddick                          | 2:28  |
| Celková délka: | Celková délka:            | Celková délka:                   | 58:23 |

Album je vydáno na speciálních DualDiscích, kde jedna strana je cd s MP3 nahrávkami a druhá je dvd pro přehrávání v systému 5.1 + několik videí k největším hitům.
| UK Verze | UK Verze            | UK Verze | UK Verze |
| Pořadí   | Název               | Autor    | Délka    |
| -------- | ------------------- | -------- | -------- |
| 18.      | Somebody Get My Mum | Reddick  | 3:20     |

| Japonská verze | Japonská verze      | Japonská verze | Japonská verze |
| Pořadí         | Název               | Autor          | Délka          |
| -------------- | ------------------- | -------------- | -------------- |
| 18.            | Somebody Get My Mum | Reddick        | 3:20           |
| 19.            | Bipolar             | Reddick        | 2:39           |

## EP: On Your Mark... Get Set... Smoke A Cigarette
25. ledna 2005 vydala skupina svoje první EP album s názvem On Your Mark... Get Set... Smoke A Cigarette. Obsahuje celkem tři písničky, dvě jsou z japonského rozšíření alba A Hangover You Don't Deserve (viz výše), třetí je singl ze soundtracku filmu Prokletí
| Pořadí         | Název                | Autor            | Délka |
| -------------- | -------------------- | ---------------- | ----- |
| 1.             | Somebody Get My Mum  | Jaret Reddick    | 3:20  |
| 2.             | Bipolar              | Reddick          | 2:39  |
| 3.             | Li'l Red Riding Hood | Ronald Blackwell | 2:30  |
| Celková délka: | Celková délka:       | Celková délka:   | 7:29  |